# Люзино (гмина)
Люзино (пол. Luzino) — сельская гмина (волость) в Польше, входит как административная единица в Вейхеровский повет, Поморское воеводство. Население — 12 469 человек (на 2004 год).

## Демография
| Перепись                       | Всего   | Всего | Женщины | Женщины | Мужчины | Мужчины |
| ------------------------------ | ------- | ----- | ------- | ------- | ------- | ------- |
| Единицы                        | человек | %     | человек | %       | человек | %       |
| Население                      | 12 469  | 100   | 6154    | 49,4    | 6315    | 50,6    |
| Плотность населения (чел./км²) | 111,4   | 111,4 | 55      | 55      | 56,4    | 56,4    |

## Соседние гмины
1. Гмина Гневино
2. Гмина Линя
3. Гмина Ленчице
4. Гмина Шемуд
5. Гмина Вейхерово